# Chelonarium liratulum
Chelonarium liratulum is een keversoort uit de familie Chelonariidae. De wetenschappelijke naam van de soort is voor het eerst geldig gepubliceerd in 1884 door Ancey.